# Sønder Farup
Sønder Farup er en lille landsby i Sydvestjylland nord for Vester Vedsted, som sandsynligvis er opstået som en udflytning af et par gårde fra Vester Vedsted i den sidste del af middelalderen. Der er bevaret en del af landsbyens gamle gårde. 
Landsbyen ligger i Esbjerg Kommune og tilhører Region Syddanmark.